# Кожважка

Кожважка — река в России, протекает в республиках Марий Эл и Чувашия. Устье реки находится в 18 км от устья по левому берегу реки Сундырь. Длина реки составляет 10 км.
Исток реки у села Шупоси (Моргаушский район Чувашии) в 5 км к юго-западу от села Большой Сундырь. Река течёт на северо-восток, протекает населённые пункты Шупоси, Вомбакасы, Токшики. В нижнем течении образует границу Чувашии и Марий Эл. Впадает в Сундырь ниже села Большой Сундырь.

## Этимология
Происходит от марийского Кожваж — «еловый исток» (от марийск. топоформанта важ, вож — «корень» (= «место разветвления», «исток»)).

## Данные водного реестра
По данным государственного водного реестра России относится к Верхневолжскому бассейновому округу, водохозяйственный участок реки — Волга от устья реки Ока до Чебоксарского гидроузла (Чебоксарское водохранилище), без рек Сура и Ветлуга, речной подбассейн реки — Волга от впадения Оки до Куйбышевского водохранилища (без бассейна Суры). Речной бассейн реки — (Верхняя) Волга до Куйбышевского водохранилища (без бассейна Оки).
По данным геоинформационной системы водохозяйственного районирования территории РФ, подготовленной Федеральным агентством водных ресурсов:
- Код водного объекта в государственном водном реестре — 08010400312110000044157
- Код по гидрологической изученности (ГИ) — 110004415
- Код бассейна — 08.01.04.003
- Номер тома по ГИ — 10
- Выпуск по ГИ — 0